# Euonymus distichus
Euonymus distichus är en benvedsväxtart som beskrevs av Leveille. Euonymus distichus ingår i släktet Euonymus och familjen Celastraceae. Inga underarter finns listade.